# Thoard
Thoard est une commune française, située dans le département des Alpes-de-Haute-Provence en région Provence-Alpes-Côte d'Azur.
Ses habitants sont appelés les Thoardais.

## Géographie

### Localisation

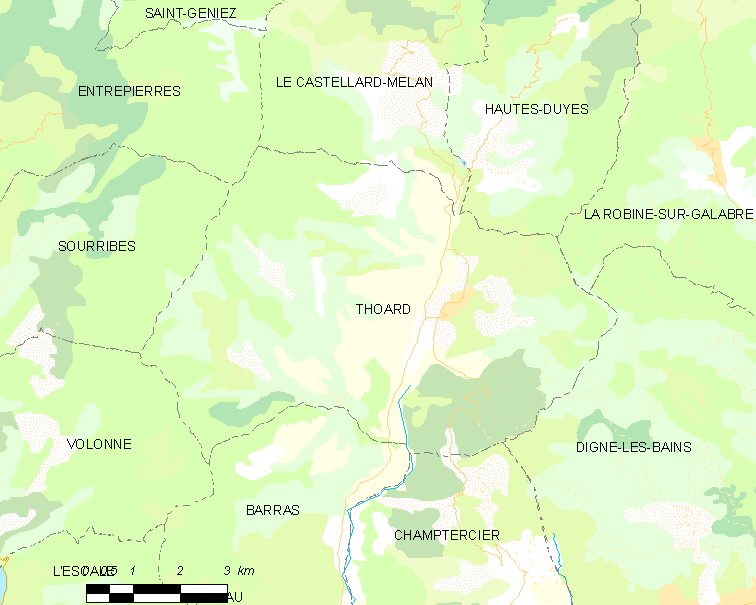
Thoard et les communes voisines (Cliquez sur la carte pour accéder à une grande carte avec la légende).

Thoard est établi sur un site perché, à 765 m d’altitude.

### Relief
À proximité, col de Peipin et rochers de Gueruen (escalade).

### Hydrographie
La commune est traversée par le torrent des Duyes.

### Risques naturels et technologiques
Aucune des 200 communes du département n'est en zone de risque sismique nul. Le canton de Digne-les-Bains-Ouest auquel appartient Thoard est en zone 1b (sismicité faible) selon la classification déterministe de 1991, basée sur les séismes historiques, et en zone 4 (risque moyen) selon la classification probabiliste EC8 de 2011. La commune de Thoard est également exposée à trois autres risques naturels :
- feu de forêt ;
- inondation (dans la vallée des Duyes) ;
- mouvement de terrain : la commune est presque entièrement concernée par un aléa moyen à fort[5].

La commune de Thoard est de plus exposée à un risque d’origine technologique, celui de rupture de barrage. Si le barrage de Vaulouve, situé à cheval sur les communes de Hautes-Duyes et du Castellard-Mélan rompait, une onde de submersion se formerait qui inonderait une partie de la commune de Thoard.
Le plan de prévention des risques naturels prévisibles (PPR) de la commune a été approuvé en 2002 pour les risques d’inondation, de mouvement de terrain et de séisme et le Dicrim n’existe pas.
La commune a été l’objet de plusieurs arrêtés de catastrophe naturelle : en 1989 pour des mouvements de terrain dus à la sécheresse, en 1994 pour des glissements de terrain et trois arrêtés distincts pour des inondations par ruissellement et coulées de boue en 1994 et juin 2013. Dans la liste qui suit, figurent les tremblements de terre fortement ressentis dans la commune. Ils dépassent une intensité macro-sismique ressentie de V sur l’échelle MSK (dormeurs réveillés, chutes d’objets). Les intensités indiquées sont celles ressenties dans la commune, l’intensité peut être plus forte à l’épicentre :
- le séisme du 19 mai 1866, d’une intensité ressentie à Thoard de VI et dont l’épicentre était situé à La Motte-du-Caire[11] ;
- le séisme du 23 février 1887, avec une intensité ressentie de VI et demi et un épicentre situé en Italie, à Bussana Vecchia[12].

### Climat
Pour des articles plus généraux, voir Climat de Provence-Alpes-Côte d'Azur et Climat des Alpes-de-Haute-Provence.
En 2010, le climat de la commune est de type climat méditerranéen altéré, selon une étude du Centre national de la recherche scientifique s'appuyant sur une série de données couvrant la période 1971-2000. En 2020, Météo-France publie une typologie des climats de la France métropolitaine dans laquelle la commune est exposée à un climat de montagne ou de marges de montagne et est dans la région climatique Alpes du sud, caractérisée par une pluviométrie annuelle de 850 à 1 000 mm, minimale en été.
Pour la période 1971-2000, la température annuelle moyenne est de 10,3 °C, avec une amplitude thermique annuelle de 17 °C. Le cumul annuel moyen de précipitations est de 878 mm, avec 6,6 jours de précipitations en janvier et 4,8 jours en juillet. Pour la période 1991-2020, la température moyenne annuelle observée sur la station météorologique de Météo-France la plus proche, « Digne les Bains », sur la commune de Digne-les-Bains à 9 km à vol d'oiseau, est de 12,2 °C et le cumul annuel moyen de précipitations est de 681,2 mm. 
La température maximale relevée sur cette station est de 42,1 °C, atteinte le 28 juin 2019 ; la température minimale est de −17,8 °C, atteinte le 4 février 2012,,.
Les paramètres climatiques de la commune ont été estimés pour le milieu du siècle (2041-2070) selon différents scénarios d'émission de gaz à effet de serre à partir des nouvelles projections climatiques de référence DRIAS-2020. Ils sont consultables sur un site dédié publié par Météo-France en novembre 2022.

## Urbanisme

### Typologie
Au 1er janvier 2024, Thoard est catégorisée commune rurale à habitat dispersé, selon la nouvelle grille communale de densité à 7 niveaux définie par l'Insee en 2022.
Elle est située hors unité urbaine. Par ailleurs la commune fait partie de l'aire d'attraction de Digne-les-Bains, dont elle est une commune de la couronne,. Cette aire, qui regroupe 34 communes, est catégorisée dans les aires de moins de 50 000 habitants,.

### Occupation des sols
L'occupation des sols de la commune, telle qu'elle ressort de la base de données européenne d’occupation biophysique des sols Corine Land Cover (CLC), est marquée par l'importance des forêts et milieux semi-naturels (72,1 % en 2018), en diminution par rapport à 1990 (76,7 %). La répartition détaillée en 2018 est la suivante : 
milieux à végétation arbustive et/ou herbacée (40,7 %), forêts (31,4 %), terres arables (16,7 %), zones agricoles hétérogènes (10,5 %), zones urbanisées (0,6 %).
L'évolution de l’occupation des sols de la commune et de ses infrastructures peut être observée sur les différentes représentations cartographiques du territoire : la carte de Cassini (XVIIIe siècle), la carte d'état-major (1820-1866) et les cartes ou photos aériennes de l'IGN pour la période actuelle (1950 à aujourd'hui).

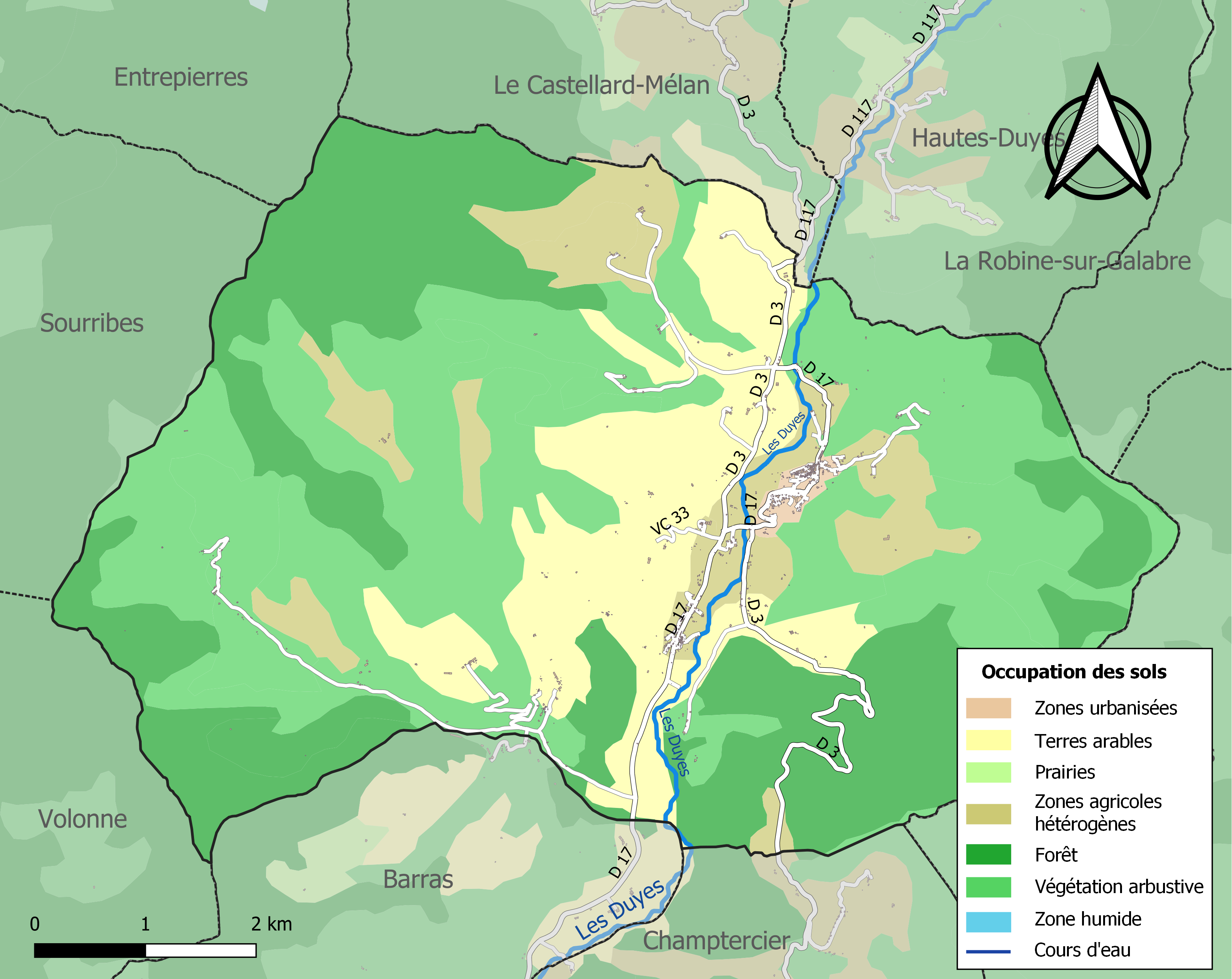
Carte de l'occupation des sols de la commune en 2018 (CLC).

## Toponymie
Le nom du village, tel qu’il apparaît la première fois en 1035 (de Toard), fait l’objet de différentes interprétations :
- selon Charles Rostaing et le couplé Fénié, il dérive de la racine *Tou-, désignant une pente, un ravin, un creux dans le paysage ; le suffixe germanique -art s’est ajouté plus récemment[25],[26] ;
- selon Ernest Nègre, le nom de la commune vient du nom propre germanique Teuthardus[27] ;
- une étymologie désuète de l’abbé Féraud, (Histoire et géographie des Basses-Alpes) lui donne le sens de turris ardua, « tour haute »[2].

Le hameau de Vaunavès (cité en 1070, rivi Valnaves) tire son nom d’un doublet tautologique, deux termes signifiant tous deux « vallée »

## Économie

### Population active et emploi[29]
En 2021, la population active compte 327 personnes (pour une population totale de 733 habitants). Le taux de chômage est de 12,1 %, supérieur à la moyenne nationale. Il monte à 31,2 % chez les 15-24 ans.
Le taux de salariés dans la population active en emploi est de 65,8 %. Le temps partiel représente 30,3 % de l'emploi salarié. 84,8 % des salariés sont titulaires de la fonction publique ou en CDI (Contrat à Durée Indéterminée).
Les non-salariés représentent 34,2 % de la population active en emploi. 63 % des non-salariés sont indépendants, 37 % sont des employeurs. Les femmes représentent 35 % des non-salariés.
ourPour se rendre au travail, la voiture (ou fourgon ou camionnette) est le moyen de transport le plus utilisé (86,5% des cas). Les transports en commun ne représentent que 2 % des cas.

### Entreprises
En 2021, la commune compte 57 « unités légales économiquement actives » hors secteur agricole.
Avec 29,8 % des entreprises, le secteur de la construction est le premier représenté. La catégorie « commerce, transports, hébergement et restauration » suit avec 21,1 % des entreprises, puis viennent l'"Administration publique, enseignement, santé humaine et action sociale" (15,8 %).

### Commerces et services
En 2024, outre de nombreux artisans, la commune compte un bar-tabac, deux bars-restaurants, une pizzéria, une épicerie, une boucherie-charcuterie, un bureau de poste, une boulangerie, un garage automobile, une forge, une médiathèque.
Depuis 2019, la commune n'a plus de médecin. La commune dispose d'un cabinet d'infirmières et d'un cabinet de masseurs-kinésithérapeutes.

### Tourisme
La commune dispose d'un camping privé (24 emplacements, 10 locations), d'un gîte d'étape communal et d'une aire de camping-car.

### Associations
Le ministère de l'Intérieur recense 47 associations loi de 1901 à Thoard.

### Agriculture
La surface agricole utile est composée à Thoard de 2 407 hectares, soit 55% du territoire.
Le recensement agricole de 2020 compte 24 exploitations agricoles sur la commune.
Les prairies permanentes représentent 75% de la SAU, les prairies temporaires 12%. Les céréales et oléoprotéagineux représentent 4.5% de la SAU.

## Histoire

### Antiquité
Dans l’Antiquité, les Bodiontiques (Bodiontici) peuplaient la vallée de la Bléone, et étaient donc le peuple gaulois qui vivait dans l’actuelle commune de Thoard. Les Bodiontiques, qui sont vaincus par Auguste en même temps que les autres peuples présents sur le Trophée des Alpes (avant 14 av. J.-C.), sont rattachés à la province des Alpes-Maritimes lors de sa création.
Le sol de la commune a livré quelques objets et céramiques romains, dont notamment une inscription sur plaque de bronze découverte en 1956 au quartier de Franco, datant de 187. Elle atteste l’existence d’un municipe à Digne, l’un des seuls de toute la province romaine de Narbonnaise.

### Moyen Âge
La localité est signalée pour la première fois dans les chartes au premier tiers du XIe siècle. Au Moyen Âge, la ville est fortifiée d’un mur, qui subsiste en partie, avec un donjon. La seigneurie, initialement aux Barras, se partage entre 11 coseigneurs (Barras et Baschi de St-Estève) à partir du XVIIe siècle, d’où le surnom de Thoard-le-Noble et plusieurs châteaux. La communauté relevait de la baillie de Digne. L’abbaye de Ganagobie possédait le prieuré Saint-Pierre-d’Albère, face au hameau des Bourres. Lors de la crise ouverte par la mort de la reine Jeanne Ire, Rainier Rainier et Ameil Ferraud, co-seigneurs de Thoard, soutiennent Charles de Duras contre Louis Ier d'Anjou. Les ralliements successifs des villes autour de Thoard à la cause angevine, fin 1385 et début 1386, entraîne leur changement d’engagement, et ils prête hommage au jeune duc d’Anjou, Louis II, en juillet 1386.
Les trois paroisses de la commune étaient à Thoard, Saint-Martin et Vaunavès (dont dépendait La Pérusse). L’église Saint-Martin dépendait de l’abbaye de Chardavon (actuellement dans la commune de Saint-Geniez), abbaye qui percevait les revenus attachés à cette église et relevait du diocèse de Gap, comme celle de Vaunavès. Beaucouse formait un fief distinct au Moyen Âge, réuni par la suite à celui de Thoard. Le fief de La Pène ne fusionna pas avec celui de Thoard.

### Temps modernes et Révolution française
La Réforme connaît un certain succès à Thoard, et une partie des habitants se convertissent. Malgré les guerres de religion, une communauté protestante se maintient au XVIIe siècle autour de son temple, grâce à l’édit de Nantes (1598). Mais l’abolition de l’édit de Nantes (1688) lui fut fatal, et elle disparut, ses membres émigrant ou étant convertis de force.
La société patriotique de la commune y est créée pendant l’été 1792. Thoard est chef-lieu de canton à la Révolution française, et perd ce rang au début en 1801 en étant rattaché au canton de Digne.

### Époque contemporaine

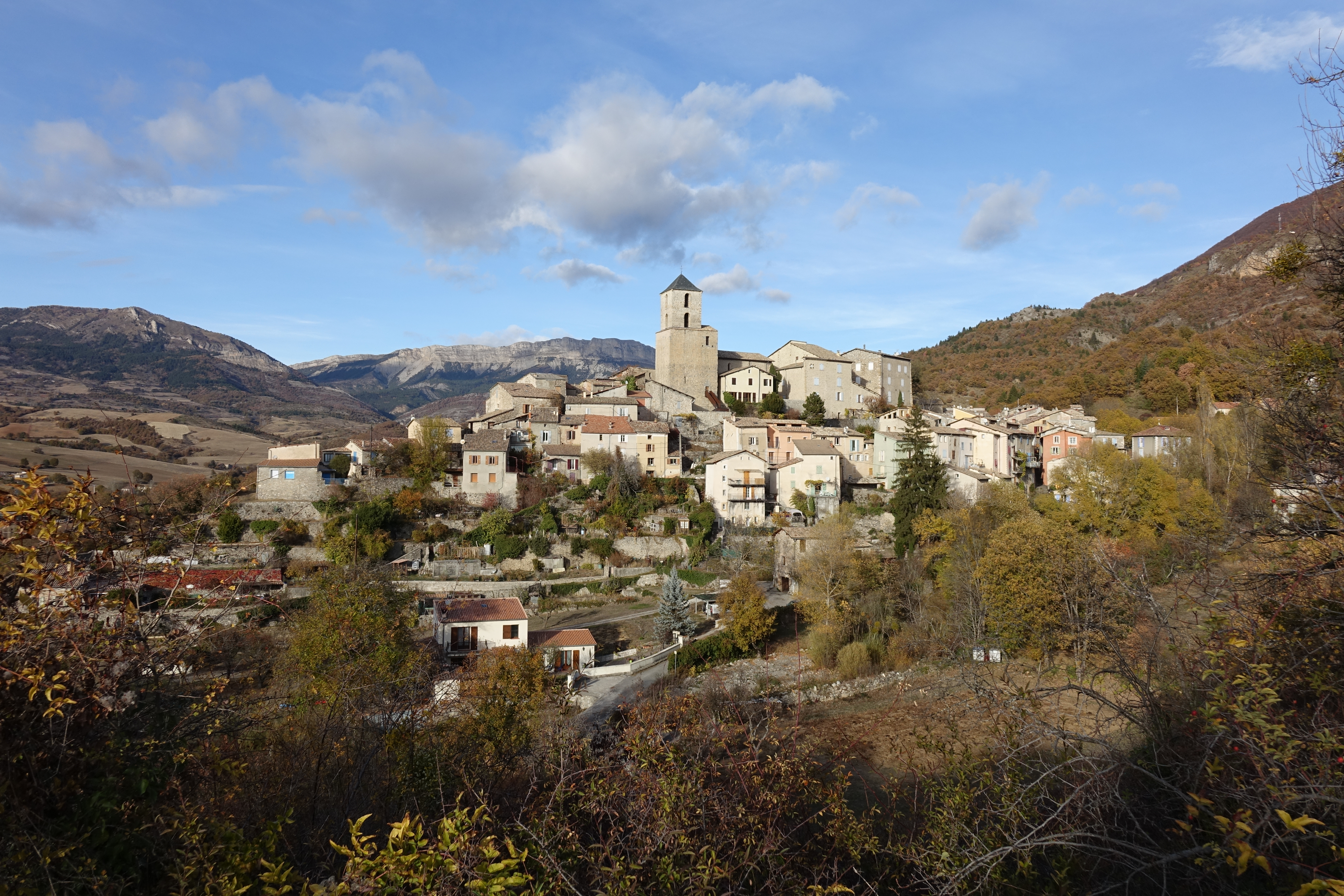
Le village, crête du Géruen au fond.

Le coup d'État du 2 décembre 1851 commis par Louis-Napoléon Bonaparte contre la Deuxième République provoque un soulèvement armé dans les Basses-Alpes, en défense de la Constitution. Après l’échec de l’insurrection, une sévère répression poursuit ceux qui se sont levés pour défendre la République : 14 habitants de Thoard sont traduits devant la commission mixte, plus deux de La Pérusse, la majorité étant condamnés à la déportation en Algérie.
Au XIXe siècle, La Pérusse est l’une des dernières communes de la région à se doter d’une école : lors de l’enquête de 1863, elle est parmi les dix-sept communes du département (sur 245) à ne pas en posséder. Au même moment, Thoard en entretenait trois (destinées aux garçons), dont une au chef-lieu, et une à Vaunavès. Thoard s’était aussi dotée d’une école de filles (obligatoire pour les communes de plus de 800 habitants depuis la loi Falloux de 1850). Cependant, la commune de La Pérusse construit son école dans les années qui suivent cette enquête, les lois Jules Ferry lui permettant ensuite de l’améliorer.
Lors de la Seconde Guerre mondiale, le sous-secteur de Thoard rassemble les maquis de Sourribes, Saint-Symphorien, Le Castellard-Melan, Barras, et le maquis de la Bouse à Saint-Estève. Des parachutages de matériel par la RAF ont lieu à Thoard. Le 14 mai 1944, après le parachutage du 12, la Gestapo arrête plusieurs sympathisants et réussit à prendre le matériel parachuté, caché dans une grotte.
La commune a été décorée, le 11 novembre 1948, de la Croix de guerre 1939-1945.
Jusqu’au milieu du XXe siècle, la vigne était cultivée à Thoard. Le vin produit, de qualité médiocre, était destiné à l’autoconsommation. Cette culture est aujourd’hui abandonnée.
En 1973, la commune de Thoard fusionne avec celle de La Pérusse, présente dans les chartes au XIIIe siècle (Perucia). La communauté de Pérusse comptait sept feux au dénombrement de 1315, mais est dépeuplée par la crise du XIVe siècle (Peste noire et guerre de Cent Ans) et est complètement désertée en 1471. Comme à Thoard, l’église Saint-Martin dépendait de l’abbaye de Chardavon. En 1765, la communauté reconstituée comptait 58 habitants.

## Héraldique
| Blason de Thoard | Blason  | Fascé d'or et d'azur de six pièces et un franc-canton d'argent chargé d'une fasce de sable. |
| Blason de Thoard | Détails | Le statut officiel du blason reste à déterminer.                                            |

## Politique et administration

### Municipalité
| Période                                  | Période                       | Identité      | Étiquette       | Qualité |
| ---------------------------------------- | ----------------------------- | ------------- | --------------- | --- |
| Les données manquantes sont à compléter. |                               |               |                 | |
| mai 1945                                 |                               | Aimé Ricoux   | Résistant       | Ancien Résistant, se présente sous cette étiquette.                                                                                |
|                                          |                               |               |                 | |
| 1956                                     | 1990                          | Fernand Tardy | SFIO-PSA-PSU-PS | Ingénieur horticole, ancien résistant, sénateur (1980-1998) Conseiller général du canton de Digne-Ouest (1976-1994) Démissionnaire |
| 1990                                     | mars 2008                     | Claude Senes  | DVG,            | |
| mars 2008                                | En cours (au 21 octobre 2014) | Denis Baille, | LFI             | Agriculteur |

À La Pérusse, le maire élu en mai 1945 est Baptistin Féraud, lui aussi ancien résistant se présentant sous cette étiquette.

### Intercommunalité
Thoard a fait partie, de 1992 à 2017, de la communauté de communes des Duyes et Bléone. Depuis le 1er janvier 2017, elle fait partie de la communauté d'agglomération Provence-Alpes Agglomération.

## Population et société

### Démographie

#### Thoard
Le tableau et le graphique ci-dessous concernent la commune de Thoard seule jusqu’en 1968, puis la nouvelle commune de Thoard comprenant La Pérusse à partir de 1973.

L'évolution du nombre d'habitants est connue à travers les recensements de la population effectués dans la commune depuis 1765. Pour les communes de moins de 10 000 habitants, une enquête de recensement portant sur toute la population est réalisée tous les cinq ans, les populations de référence des années intermédiaires étant quant à elles estimées par interpolation ou extrapolation. Pour la commune, le premier recensement exhaustif entrant dans le cadre du nouveau dispositif a été réalisé en 2004.

En 2022, la commune comptait 741 habitants, en évolution de +4,37 % par rapport à 2016 (Alpes-de-Haute-Provence : +2,84 %, France hors Mayotte : +2,11 %).
| 1765 | 1793 | 1806  | 1821 | 1831 | 1836  | 1841  | 1846  | 1851  |
| ---- | ---- | ----- | ---- | ---- | ----- | ----- | ----- | ----- |
| 963  | 974  | 1 016 | 962  | 906  | 1 078 | 1 038 | 1 049 | 1 059 |

| 1856  | 1861  | 1866 | 1872 | 1876 | 1881 | 1886 | 1891 | 1896 |
| ----- | ----- | ---- | ---- | ---- | ---- | ---- | ---- | ---- |
| 1 024 | 1 000 | 989  | 908  | 919  | 936  | 928  | 867  | 796  |

| 1901 | 1906 | 1911 | 1921 | 1926 | 1931 | 1936 | 1946 | 1954 |
| ---- | ---- | ---- | ---- | ---- | ---- | ---- | ---- | ---- |
| 764  | 807  | 767  | 633  | 523  | 512  | 467  | 435  | 414  |

| 1962 | 1968 | 1975 | 1982 | 1990 | 1999 | 2004 | 2006 | 2009 |
| ---- | ---- | ---- | ---- | ---- | ---- | ---- | ---- | ---- |
| 314  | 395  | 423  | 487  | 564  | 646  | 703  | 701  | 734  |

| 2014 | 2019 | 2022 | - | - | - | - | - | - |
| ---- | ---- | ---- | - | - | - | - | - | - |
| 728  | 748  | 741  | - | - | - | - | - | - |

| 1315    | 1471    |
| ------- | ------- |
| 87 feux | 45 feux |

L'histoire démographique de Thoard, après la saignée des XIVe et XVe siècles et le long mouvement de croissance jusqu'au début du XIXe siècle, est marquée par une période d'« étale » où la population reste relativement stable à un niveau élevé. Cette période dure de 1806 à 1866. L'exode rural provoque ensuite un mouvement de recul démographique de longue durée. En 1926, la commune a perdu plus de la moitié de sa population par rapport au maximum historique de 1836. Le mouvement de baisse ne s'interrompt définitivement que dans les années 1960. Depuis, la population de la commune est repassée au-dessus du seuil des 50 % de celle de 1836.

#### La Pérusse
| 1315   | 1471     | 1765 | 1793 | 1800   | 1806 | 1821 | 1831 |
| ------ | -------- | ---- | ---- | ------ | ---- | ---- | ---- |
| 7 feux | inhabité | 58   | 55   | lacune | 44   | 48   | 42   |

| 1836 | 1841 | 1846 | 1851 | 1856 | 1861 | 1866 | 1872 |
| ---- | ---- | ---- | ---- | ---- | ---- | ---- | ---- |
| 53   | 60   | 61   | 58   | 60   | 57   | 45   | 49   |

| 1876 | 1881 | 1886 | 1891 | 1896 | 1901 | 1906 | 1911 |
| ---- | ---- | ---- | ---- | ---- | ---- | ---- | ---- |
| 43   | 50   | 52   | 45   | 31   | 35   | 26   | 36   |

| 1921 | 1926 | 1931 | 1936 | 1946 | 1954 | 1962 | 1968 |
| ---- | ---- | ---- | ---- | ---- | ---- | ---- | ---- |
| 27   | 23   | 14   | 16   | 9    | 12   | 6    | 12   |

L'histoire démographique de La Pérusse est marquée par la saignée des XIVe et XVe siècles qui détruit totalement la communauté.
Les populations de Thoard et de La Pérusse évoluent de manière similaire au XIXe siècle : une période d'« étale » où la population reste relativement stable à un niveau élevé dure de 1841 à 1861, suivie d'un exode rural démarrant à peu près au même moment. En 1921, la commune a définitivement perdu plus de la moitié de sa population par rapport au maximum historique de 1856. Le mouvement de baisse ne s'interrompt plus, et la communauté devenue très fragile dans l'après-Seconde Guerre mondiale est rattachée à sa voisine Thoard.

### Structure de la population
Le recensement de 2021 marque un vieillissement assez net de la population depuis 2010. Entre 2010 et 2021, la part des moins de 45 ans est passée de 51.4% à 40.8%. 
| Âge            | 2010 | %     | 2015 | %     | 2021 | %     |
| -------------- | ---- | ----- | ---- | ----- | ---- | ----- |
| Ensemble       | 737  | 100,0 | 723  | 100,0 | 733  | 100,0 |
| 0 à 14 ans     | 132  | 17,9  | 116  | 16,1  | 102  | 13,9  |
| 15 à 29 ans    | 111  | 15,1  | 90   | 12,4  | 88   | 12,0  |
| 30 à 44 ans    | 136  | 18,4  | 122  | 16,9  | 109  | 14,9  |
| 45 à 59 ans    | 142  | 19,2  | 157  | 21,7  | 162  | 22,1  |
| 60 à 74 ans    | 117  | 15,9  | 125  | 17,3  | 147  | 20,1  |
| 75 ans ou plus | 99   | 13,5  | 113  | 15,6  | 125  | 17,0  |

### Enseignement
La commune est dotée d’une école primaire.

## Culture locale et patrimoine

### Lieux et monuments
Le château, qui a servi de mairie quelque temps, au sommet du village, date du XVIIe siècle, sur bases plus anciennes. Celui-ci a été la propriété des comtes de Baschi-Saint-Estève. Toujours au village, le château des Barras, possède une très belle cheminée de gypserie, de 1692, signée "Nicolas Lebreun" dont les sculptures relèvent de l’art baroque : le décor accumule scènes de la mythologie et personnages sacrés.
Le château de la Buissière, du milieu du XVIIe siècle, possède une façade sud-est placée entre deux avancées arrondies formant tours.
Le château de Beaucouse XVIIe siècle, qui bénéficie d’un large panorama, date du XIXe siècle. Sur un plan en U, le corps central a deux étages, les ailes un seul. Deux tours ferment l’esplanade, l’une d’elles abritant la chapelle, l’autre un pigeonnier.
La fontaine ornée de mufles animaux date peut-être du XIVe siècle.
L’hôtel de ville est roman avec des modifications au XVIIe siècle.
Le donjon-clocher est constitué d'une tour médiévale (XIIe) intégrée à l'enceinte du village sur laquelle a été ajouté un clocher au XVIIe siècle. Concomitamment, l'église paroissiale a été agrandie jusqu'à ce donjon et une ouverture a été réalisée pour permettre une communication avec le clocher.
- Musée des cuivres. Histoire des instruments de musique de la grande famille des cuivres, de l'antiquité à nos jours[71].

L’église Notre-Dame-de-Bethléem, monument classé, est construite au XIIIe siècle, l’abside, voûtée en berceau brisé, date de cette époque. La nef plafonnée est de forme trapézoïdale (la façade occidentale est plus étroite que le chœur). Le clocher est construit sur un podium massif et ses murs épais laissent penser qu’il a pu être intégré au dispositif défensif du village, ou être un ancien donjon transformé en clocher lors de l'agrandissement de l'église,. Parmi son mobilier, deux éléments sont classés monuments historiques au titre objet :
- le retable de Saint-Blaise, en bois doré, réalisé en 1677[74] ;
- la statue reliquaire de saint Blaise, en bois doré et peint, du milieu du XVIIIe siècle[75].

Autres églises et chapelles

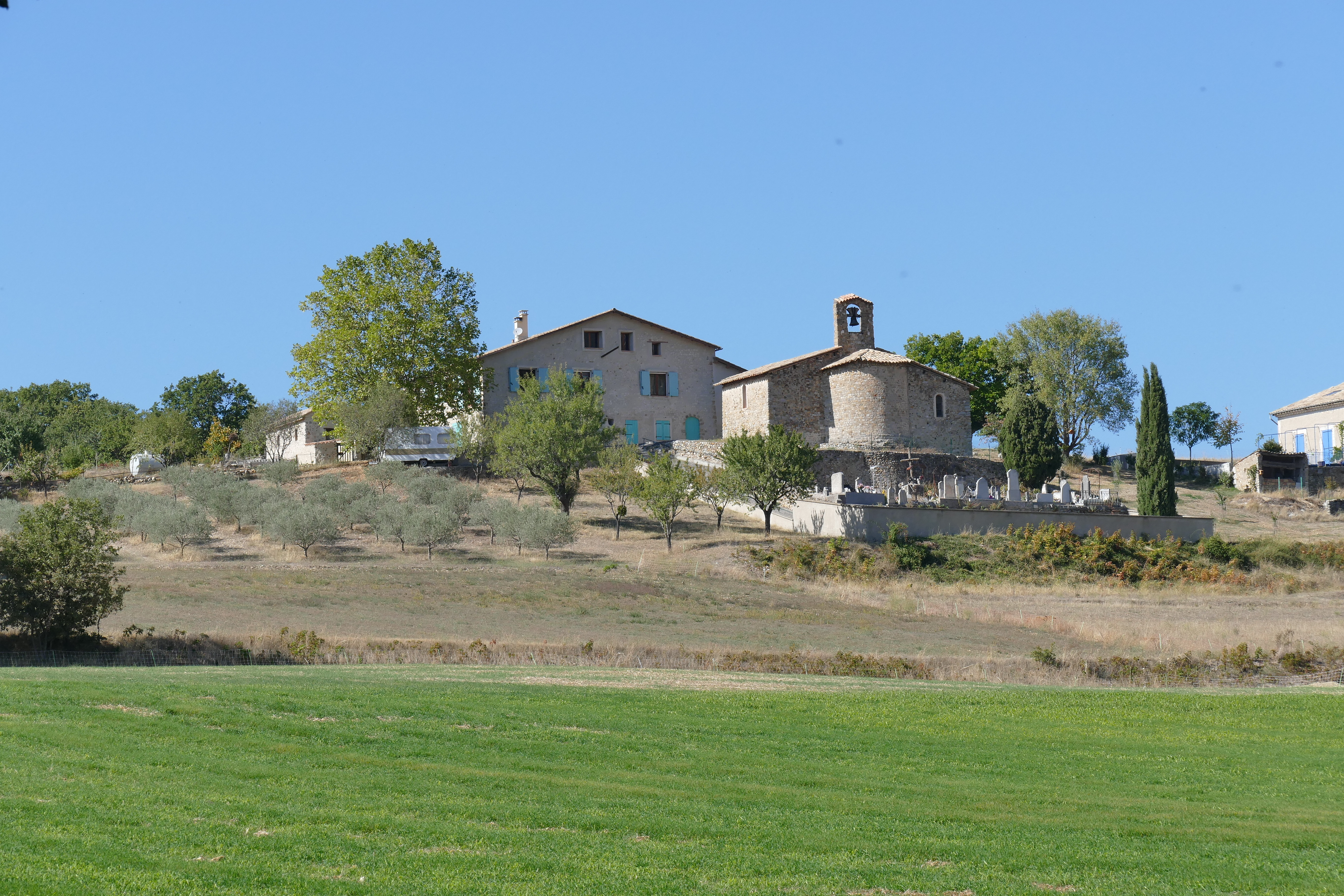
Chapelle de Saint-Martin, olivette et cimetière au premier plan.

- églises de la Transfiguration à Vaunavès, et Saint-Martin, ancienne église paroissiale desservants les Férauds, reconstruite au début du XVIIe siècle[34]. Jusqu’en 1729, Thoard dépendait de l’archiprêtré de Provence, autrefois appelé Oultre-Durance, dans le diocèse de Gap (les paroisses de Vaunavès et de Pérusse dépendaient elles aussi de l’évêque de Gap, seule celle de Thoard relevait de Digne[34]). À la suite de l'établissement des conférences ecclésiastiques en 1686, l'archiprêtré de Provence est divisé en trois archiprêtrés en 1729, puis en six en 1749. L’archiprêtré de Saint-Martin-de-Thoard est créé à ce moment-là[76].
- chapelle Sainte-Madeleine, restaurée dans les années 2000[34],
- chapelle du château de Beaucouse[34].

L’église paroissiale de la Pérusse a disparu, mais la chapelle Saint-Joseph de Pérusse (avec ex-voto), but d’un pèlerinage suivi par les paroisses de Volonne, Thoard, Champtercier, L’Escale, existe encore aujourd’hui. Elle est construite à la fin du XVIIe siècle avec un ermitage.
La commune possède une cloche (1664) du fondeur montpelliérain Léonard Bordes, qui provient peut-être de l'ancienne église paroissiale de La Pérusse.

### Personnalités liées à la commune
- Fernand Tardy, sénateur honoraire, maire de Thoard de 1956 à 1990.
- Jules Coupier, écrivain, lexicographe et traducteur mort à Thoard.